# Simona Păucă
Simona Păucă (Azuga, 19 september 1969) is een voormalig turnster uit Roemenië. Ze vertegenwoordigde haar vaderland op de Olympische Zomerspelen 1984 in Los Angeles. Hier won ze drie Olympische medailles. Een jaar eerder nam ze al van twaalf kleinere, internationale evenementen elke keer minstens één medaille mee terug naar huis (van de Balkan games zelfs 4 gouden medailles).
Na de Olympische Zomerspelen van 1984 kreeg Păucă problemen met haar coaches, waardoor ze te weinig kon trainen en ze in 1986 stopte met turnen. Hierna ging ze studeren en werd turncoach bij verschillende verenigingen.   
Păucă is getrouwd met zakenman Gheorghe Rus en samen hebben zij twee dochters.

## Resultaten

### Olympische Zomerspelen
| Jaar | Plaats      | Resultaten                                  |
| ---- | ----------- | ------------------------------------------- |
| 1984 | Los Angeles | Team meerkamp · Individuele meerkamp · Balk |

### Top scores
Hoogst behaalde scores op mondiaal niveau (Olympische Spelen of Wereldkampioenschap finales).
| Onderdeel            | Score  | Wedstrijd                   | Locatie     |
| -------------------- | ------ | --------------------------- | ----------- |
| Individuele meerkamp | 78.675 | Olympische Zomerspelen 1984 | Los Angeles |
| Balk                 | 19.800 | Olympische Zomerspelen 1984 | Los Angeles |